# Zum goldenen Ecu oder Die gute Herberge
Zum goldenen Ecu oder Die gute Herberge ist ein französischer pornografischer Film aus dem Jahr 1908. Es ist der erste pornografische Film, der nicht nur den sexuellen Akt darstellt, sondern diesen in eine Handlung einbindet.
Während eines Krieges kommt ein ausgehungerter Musketier ans Tor einer Herberge. Der Wirt behauptet ihm gegenüber, es gebe nichts mehr zu essen. Doch bietet ihm eine hübsche, junge Wirtshausmagd immerhin an, seinen sexuellen Appetit zu stillen. Vollends „satt“ wird er, nachdem ein weiteres Mädchen hinzu kommt und den Musketier ein zweites Mal „bedient“.
Ein „komischer“ Herbergswirt erzählt Geschichten aus seiner Herberge. Die einzelnen Episoden sind wie eine Speisekarte unterteilt. So gibt es Paté de Moustaches, Langue Fourrée, Sandwich au Concombre und Bouchée à la Reine. Somit entdeckte der pornografische Film das Symbolspiel von Sprache und Erotik. Bouchée à la Reine wird beispielsweise als Umschreibung der Fellatio benutzt. Der Film geht in weiten Teilen über das bloße Ablichten sexueller Spiele hinaus und ist sogar als Kostümfilm zu betrachten.